# 형가

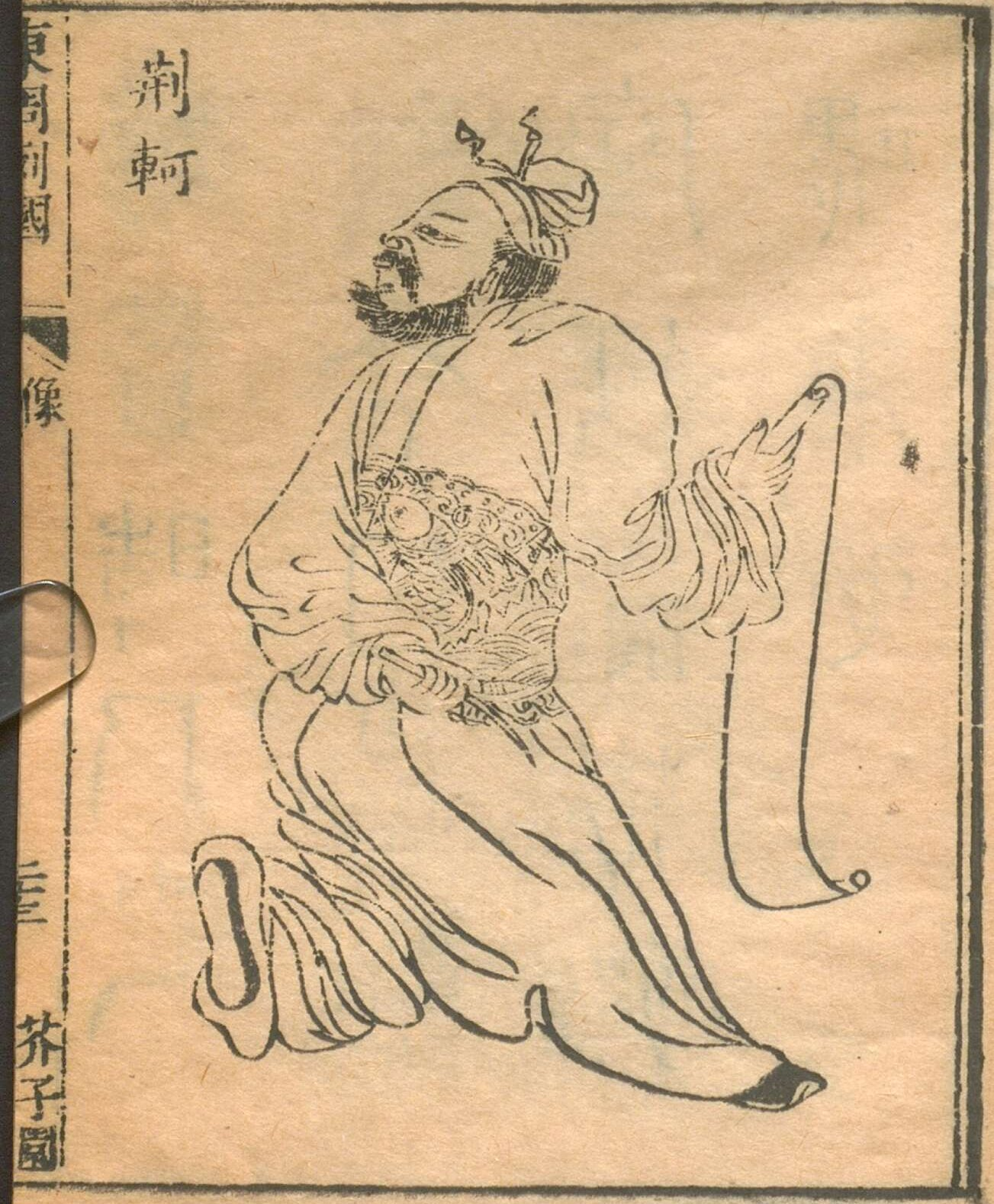
형가

형가(荊軻, ?~기원전 227년)는 중국 전국시대 연나라의 협객으로, 자는 차비(次非)이다. 시황제 영정의 암살을 시도했던 자객으로 유명하다. 사마천의 <사기> '자객 열전', <십팔사략>에 실려있다.

## 생애

### 출생
형가는 전국시대 위(衛)에서 태어났다. 《사기색은(史記索隱)》에는 그의 선조는 제(齊)의 명족(名族)이었던 경씨(慶氏)이며, 위 사람들은 형가를 「경경(慶卿)」이라는 존칭으로 불렀다고 한다(후에 연에선 연의 사람들로부터 「형경荊卿」이라 불림).
독서와 검술을 좋아했으며, 젊어서는 여러 나라를 떠돌며 유세하는 방법을 배웠다. 귀국한 뒤에는 관료에 뜻을 두고 위왕을 비롯한 여러 군주들을 찾아다니며 여행에서 배운 유세술을 가지고 국정에 대한 논의를 펼쳤지만, 받아들여지지 않았다. 이후 형가는 좌절하고 협객으로서의 삶을 택하게 되는데, 한 번은 검술 이론을 두고 갑섭(蓋聶)이라는 자와 다투게 되었는데, 갑섭이 자신을 노려보자 형가는 바로 물러났다. 또한 한단(邯鄲)에서는 노구천(魯句踐)과 쌍륙을 하다가 그 규칙 때문에 길 한복판에서 싸움을 벌였고, 노구천이 위협적인 태도로 형가에게 소리치자 형가는 이번에도 그냥 물러났다. 여러 사람들은 형가를 겁쟁이라며 비웃었지만 형가는 굳이 사소한 일로 목숨을 잃고 싶지 않았던 것이다(《사기》 자객열전).
그 후 연(燕)에 들어가 개백정 노릇을 하면서 고점리(高漸離)라는 당시 축(筑, 현악기의 일종)을 잘 타던 사람과 친하게 지냈다. 연의 저자에서 술을 마시다 취하면 고점리가 켜는 축의 반주에 맞추어 저자 한복판에서 노래를 불렀고, 이윽고 크게 통곡하는데, 그 행동은 마치 자신의 옆에 아무도 존재하지 않는 것과 같았고, 훗날 이것이 「방약무인(傍若無人)」의 고사성어의 유래가 되었다. 술꾼으로 살면서도 형가는 여전히 독서를 좋아했고 각지에서 찾아온 현인과 호걸, 덕망 있는 자들과 교분을 맺었으며, 현지 유력자였던 전광(田光)의 빈객(賓客)이 되었다.

### 자객으로서
기원전 233년, 연의 태자(太子) 단(丹)이 인질로 있던 진(秦)에서 도망쳐 왔다. 단은 진왕 정(政)과는 어렸을 때부터 친하게 지냈지만, 자란 뒤 정이 자신을 낮춰보는 것에 분노한 단은 연으로 도망쳐 복수를 꾀하게 된다. 그러나 진에 대한 분노는 단 자신의 개인적인 원한에 불과했고, 연보다 진의 국력이 훨씬 강한 정세상 자칫하면 연이 진에게 멸망당할 수도 있었다. 정에게 자객(刺客)을 보내기로 하고 의논하러 찾아온 단에게 전광은 형가를 추천했다. 단은 돌아가면서 「이 일은 아무도 모르게 하라」고 했고, 전광은 형가에게 이 이야기를 고한 뒤 「태자에게 의심을 품게 했으니 내가 부덕한 탓이다」라며 스스로 목을 찔러 죽었다.
자객으로서의 의뢰를 받은 형가는 조심스럽게 진왕에게 가까이 다가갈 방법을 찾았다. 그 방법이란 첫째로 연에서 가장 비옥한 곡창지대인 독항(督亢) 땅을 바치는 것, 다른 하나는 과거 진의 장군(将軍)으로서 정이 제안한 군의 소수 정예화에 대하여 간언하다 정의 노여움을 사서 일족이 처형되고 연으로 망명해 온 번오기(樊於期)의 목을 바치는 것이었다. 이것이라면 진왕도 기꺼이 만나줄 것이라며 형가는 단에게 이것을 요구했지만, 단은 영토는 몰라도 자신을 의지해 도망쳐 온 사람을 죽일 수는 없다며 거절했고, 형가는 직접 번어기를 찾아가 「상금이 걸려 있는 당신의 목을 대가로 내가 진왕에게 가까이 다가가 그를 죽일 수 있다면, 분명 억울함도 수치도 벗겨질 수 있지 않겠습니까?」라며 설득했고, 번어기는 자신의 복수를 위해 기꺼이 자신의 목을 형가에게 내주었다. 한편 단은 암살에 쓰기 위한 예리한 비수를 천하에 영을 내려 수소문한 끝에 조나라 사람 서부인(徐夫人)의 비수를 백금을 주고 손에 넣을 수 있었다. 이 비수에 독을 바르고 시험삼아 베어보니 죽지 않는 사람이 없었다고 한다.

### 역수의 노래
기원전 227년, 단은 자객 임무를 수행하는데 진무양(秦舞陽)이라는 자를 형가에게 동행으로 추천했다. 진무양은 13세의 나이에 사람을 죽여서 장사로서 이름난 자였다. 그러나 형가는 진무양이 의지할 수 없는 풋내기임을 알아채고 「옛 친구」를 불러 그와 함께 가겠다고 했으나, 단이 출발할 것을 재촉하는 바람에 형가는 자신이 기다리던 옛 친구가 고민하고 겁을 먹은 것이라 생각하고, 하는 수 없이 진무양을 데리고 가기로 했다.
진으로 떠나던 날 태자 단을 비롯해 사정을 아는 모든 사람들이 소복(상복)을 입고 역수(易水, 황하 북쪽을 흐르는 강) 부근까지 전송하러 나왔다. 모두 눈물을 흘리는 가운데 형가의 친구 고점리는 축을 타고, 형가는 그의 심정을 노래하였다.
| “ | 風蕭蕭兮易水寒 (바람은 쓸쓸하고 역수 물은 차구나) 壮士一去兮不復還 (장사 한번 가면 돌아오지 못하리) | ” |

이 시구는 《사기(史記)》 중에서도 가장 유명한 장면의 하나로 오늘날까지 사람들에게 회자되고 있는데, 당시 이를 들은 사람들이 모두 그 처절한 축 연주와 형가의 노래하는 소리에 머리카락이 하늘로 곤두섰다고 한다. 이윽고 형가는 배를 타고 떠나며, 끝내 뒤를 뒤돌아 보는 일이 없었다.

### 형가의 최후

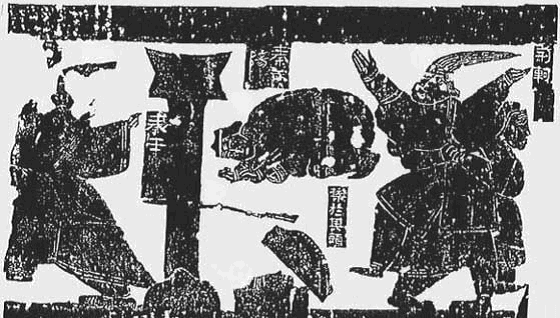
진왕(왼쪽)을 습격하는 형가(오른쪽). 한가운데에 진무양이 있고, 아래에는 상자에 담긴 번어기의 목이 보인다.

진의 수도 함양에 당도한 형가는 영토 할양의 증표인 지도와 번어기의 목을 진왕에게 바치는 형식을 취하며 진무양과 함께 진의 왕궁으로 들어갔다. 진왕 정은 크게 기뻐하며 구빈(九賓)의 예로 형가 등을 맞아들이게 했다. 그런데 진무양이 진왕 정 앞에서 공포를 참지 못하고 그만 벌벌 떨기 시작했고, 지켜보던 군신들이 미심쩍어하며 어떻게 된 거냐며 묻자 형가는 웃으며 「북쪽의 촌놈이 천자를 뵈니 어쩔 줄을 몰라 저럽니다.」라며 둘러댔다. 형가는 직접 진왕 정에게 지도를 해석해주겠다며 가까이 접근했고, 두루마리로 된 지도를 풀자 두루마리 끝에서 미리 준비해 두었던 검이 나타났다. 형가는 비수를 잡고 진왕의 소매를 잡아 그를 찌르려 했지만, 아슬아슬하게 진왕의 옷소매만 끊어지고 진왕은 피할 수 있었다.
진왕은 다급히 허리에 차고 있던 검을 빼려 했지만, 검이 너무 긴 탓에 칼집에 걸려 빠지지 않았다. 진의 법률에는 신하가 어전에 무기를 갖고 오는 것이 사형으로 다스려질 정도의 중죄였고, 병사들도 왕명 없이는 함부로 전상(殿上)에 오를 수 없었다. 이러한 와중에 형가는 비수를 가지고 진왕을 뒤쫓았고 진왕은 필사적으로 기둥을 이리저리 돌며 도망쳤지만, 진왕의 검은 빼려고 서두르면 서두를 수록 오히려 잘 빠지지 않았다.
군신들이 맨손으로라도 형가를 제압하려 하는 와중에, 시의(侍醫) 하무저(夏無且)가 갖고 있던 약상자를 형가에게 집어던졌다. 형가가 놀란 사이 좌우에서 「왕이시여, 검을 등에 지고 뽑으소서!」라고 외쳤고, 진왕은 얼른 검을 등 쪽으로 돌려 짊어진 상태로 간신히 검을 빼어 형가에게 휘둘렀다. 형가가 가진 짧은 비수는 장검에 맞설 수 없었고, 형가는 진왕의 검에 다리를 베여 더 걷지 못한 채 마지막으로 진왕을 향해 비수를 집어 던지지만, 비수는 진왕을 비껴가서 기둥에 박혔다. 자신의 일이 실패했음을 깨달은 형가는 기둥에 기댄 채 바닥에 주저앉아 「내가 일을 이루지 못한 것은 진왕을 죽이지 않고 협박해서 반환 약속을 받아내려 했기 때문이다」라며, 웃으며 진왕을 욕한 뒤, 처형되었다(이때 격노한 진왕이 형가의 온몸을 산산이 토막내 버렸고, 형가가 죽은 뒤 그 시신까지 참수했다고 한다). 진무양은 이 상황을 모두 지켜보면서 끝까지 벌벌 떨며 아무것도 하지 못했다.

### 그 뒤
암살당할뻔 했던 진왕은 격노하여 이듬해 기원전 226년, 연을 쳐서 수도 계(薊, 지금의 베이징)를 함락시켰다. 암살 음모의 주모자였던 태자 단은 연왕의 명에 따라 화해 교섭을 위해 살해되었지만, 진은 공격을 멈추지 않았고 기원전 222년 연을 완전히 멸망시켜 버렸다.
과거 형가와 친했던 고점리는 태자 단의 식객이었고 형가와도 친했다는 이유로 함께 쫓겨났고, 성과 이름을 바꾼 뒤 송자(宋子, 지금의 하북 성)에 숨었다. 중국을 통일하고 「시황제(始皇帝)」가 된 진왕 정은 동쪽을 순행하여 산동(山東)의 낭야(琅邪)라는 곳에 있었고, 그곳에서 「송자 땅에 축을 잘 타는 자가 있다」는 소문을 듣게 되었다. 시황제의 행궁에 불려가게 된 고점리는 시황제를 암살하기 위한 특수한 흉기를 고안했는데, 비녀처럼 생겼지만 끝부분에 교묘하게 날이 숨겨져 있고 한 번 누르면 송곳 모양의 날카로운 흉기가 나타나도록 되어 있는 장치였다. 그러나 진시황은 형가 사건 이후 암살 위협에 신경이 곤두서 있었고, 환관 조고(趙高)에 의해 고점리는 자신의 정체를 들키고 말았다. 시황제는 고점리의 축 타는 재주를 아껴 대신 그의 눈을 멀게 하고 궁중에서 축을 연주하게 했다. 이에 고점리는 자신이 아끼는 축을 흉기로 삼을 계획을 세웠고, 축 속에 납을 집어넣어 묵직하게 만든 뒤 기회를 엿보았다. 계획을 실행에 옮기기로 한 날 밤, 귀로 시황제의 위치를 확인하고 고점리는 축을 집어던졌지만, 축은 목표에서 조금 빗나가서 끝내 시황제를 암살하는데 실패했고 고점리는 그 자리에서 붙잡혀 온몸이 여덟 조각으로 찢어지는 극형을 당한다. 그 뒤에도 장량(張良) 등 시황제 암살을 꾀하는 인물들이 다수 나왔지만 모두 실패했다. 또한 고점리의 암살 미수 이후 시황제는 죽을 때까지 외방에서 온 사람을 만나지 않았다고 한다.

## 평가
심지 하나로 강대국의 왕에게 맞섰던 「의사(義士)」로서 인기가 높다. 사마천(司馬遷)은 『자객열전』 말미에서 하무저와 친분이 있던 공손계공(公孫季功)이나 동중서(董仲舒)로부터 형가 사건의 이야기를 전해 들었는데, 비록 그 암살이 성공하지는 못했지만 품은 뜻의 높이 때문에 이름을 남기게 된 것이라고 평가하였다. 또한 과거 쌍륙 문제로 형가와 싸웠던 노구천도 진왕 암살미수 사건에 관한 이야기를 듣고는 「그가 확실하게 사람 목숨을 끊을 수 있는 기술이 없었던 것은 아무래도 안타깝다. 그리고 그런 인물을 호되게 꾸짖었던 나도 사람 보는 눈이 없었다. 필시 나를 미워했을 것이 분명하다」고 한탄했다고 《사기》는 전하고 있다. 시인 도연명(陶淵明)은 『영형가(詠荊軻)』라는 시를 지어 「형가는 죽었지만 그 뜻은 남아있네」라고 읊었다.
현대에는 형가는 테러리스트에 불과하다는 논평도 있으며, 일개 자객에 불과한 형가에게 국운까지 건 연의 태자 단에 대한 평가도 낮다. 또한 당시 진나라는 연나라에 비해 압도적인 국력을 갖고 있어 설령 진왕 정이 살해당했다 할지라도 연나라는 필연적으로 진나라에 침략당하고 말았을 것이다.

## 형가를 소재로 한 작품
- 《시황제 암살》 (1998)